# خاطرات عزیز
خاطرات عزیز (به ایتالیایی: Caro diario) یک فیلم ایتالیایی محصول ۱۹۹۳ به کارگردانی نانی مورتی است. مورتی با ساخت این فیلم جایزه بهترین کارگردانی را از جشنواره فیلم کن (۱۹۹۴) به‌دست‌آورد.
این فیلم مورد استقبال منتقدان قرار گرفت و باعث شهرت جهانی مورتی شد. خاطرات عزیز دارای سه اپیزود با نام‌های «با وسپای خودم»، «جزایر» و «دکترها» است.

## نگارخانه

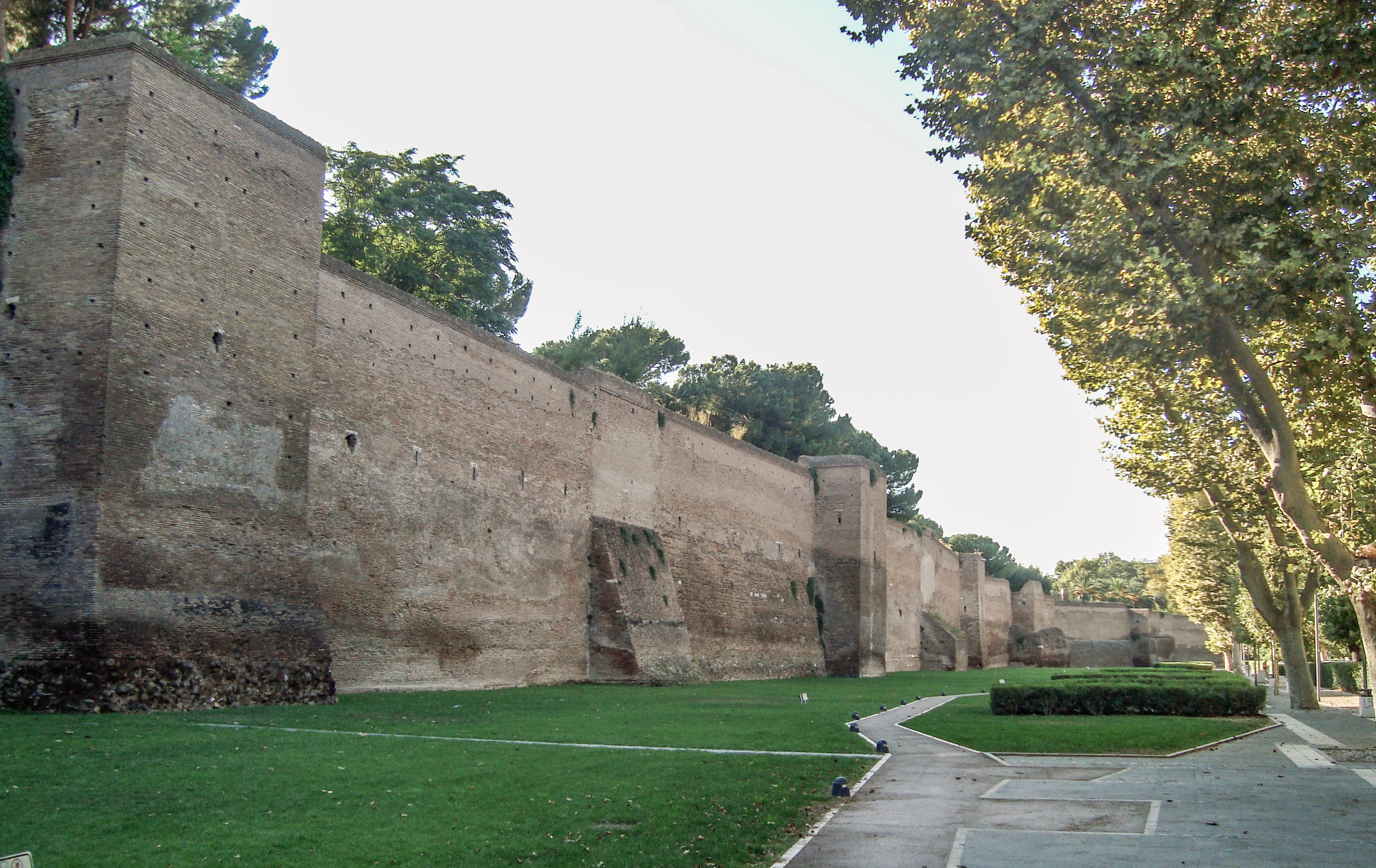
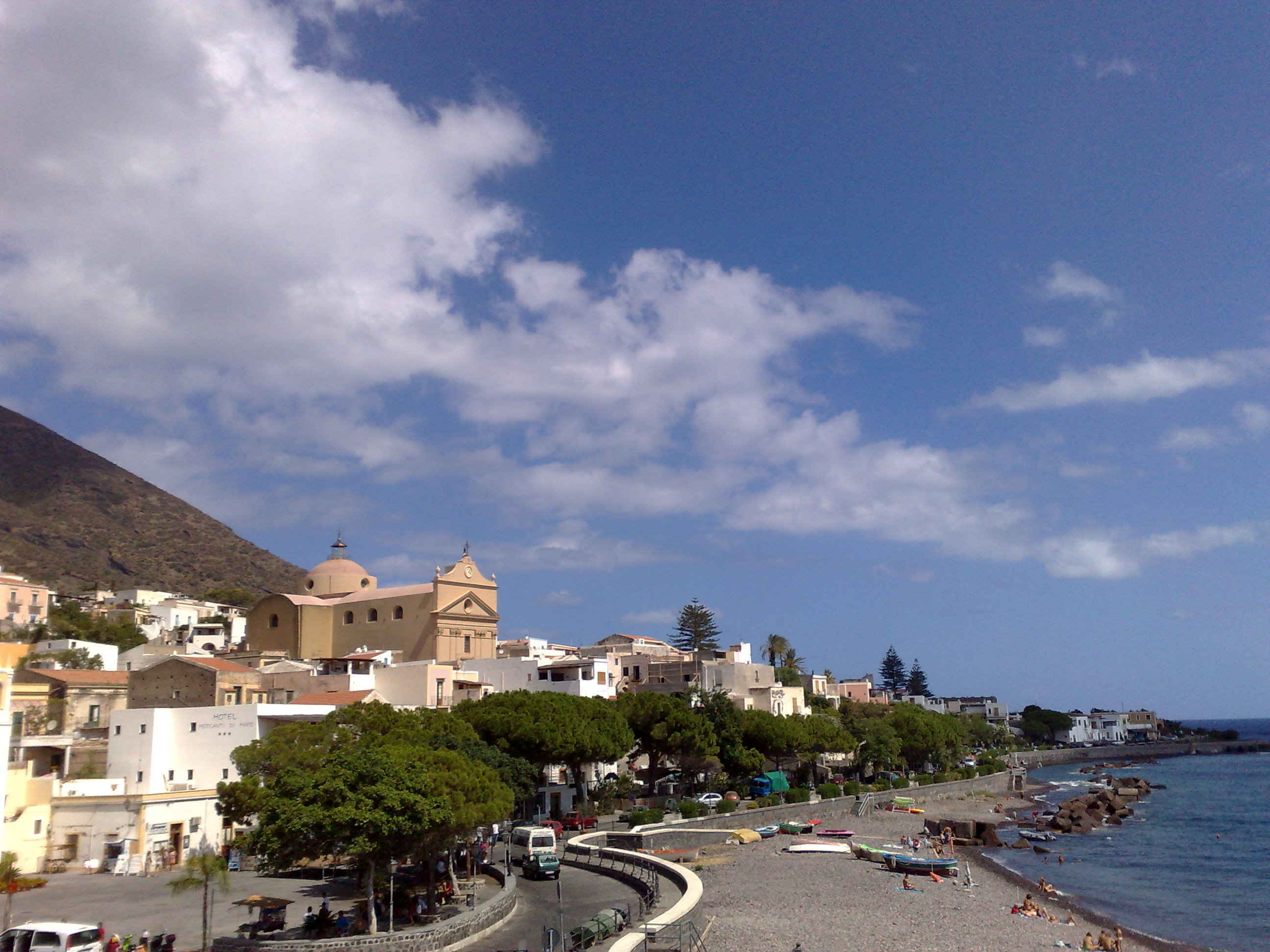
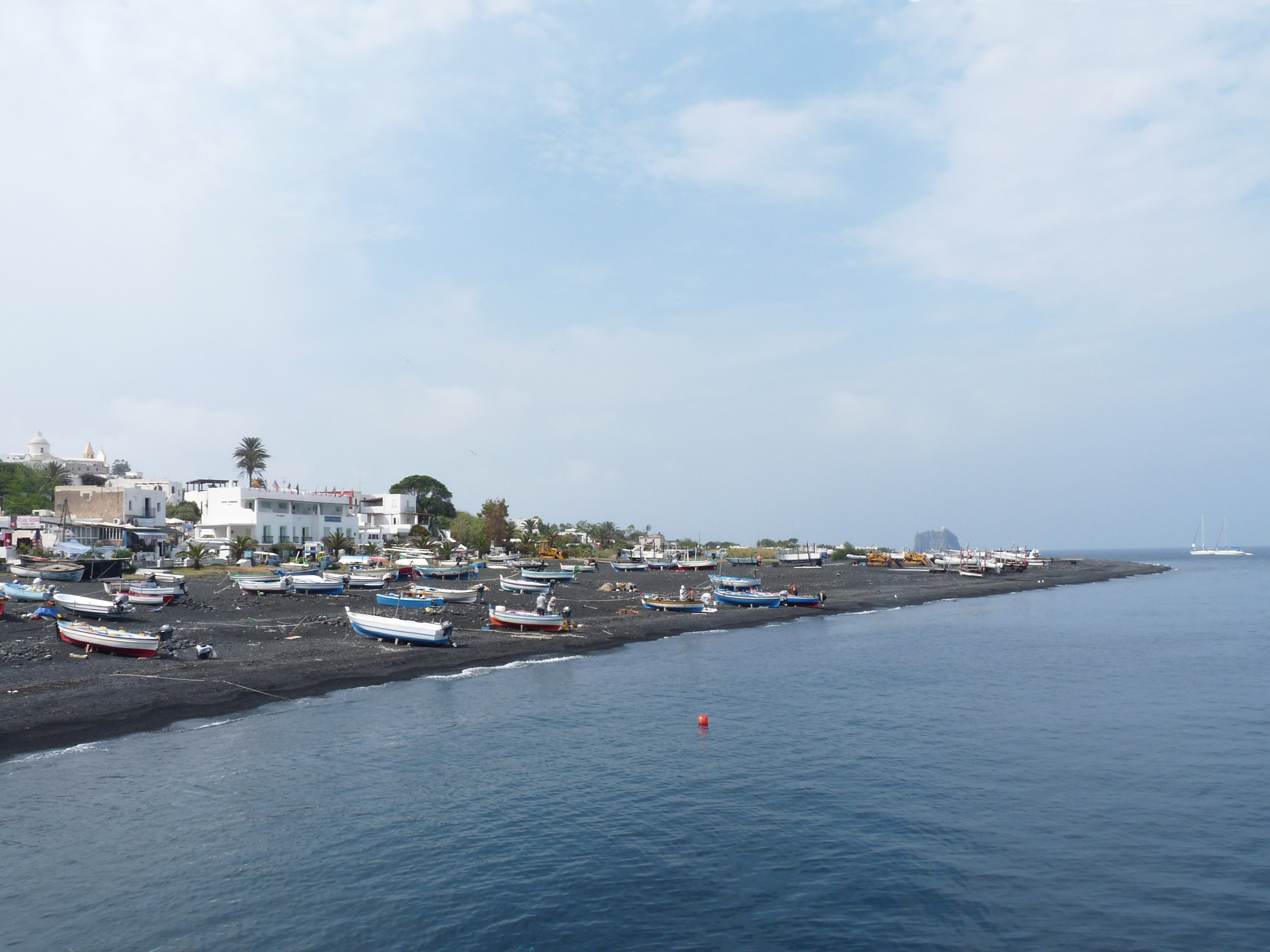